# Denis Lavagne
Pour les articles homonymes, voir Lavagne.
Denis Lavagne est un entraîneur français né le 9 juillet 1964 à Béziers.

## Biographie
Il est le fils de Léonce Lavagne lui aussi joueur de football et entraîneur professionnel. C'est avec lui qui collabore en étant entraîneur adjoint sur plusieurs bancs de clubs français : l'Olympique d'Alès (Division 2), le Nîmes Olympique (Division 1), le SC Bastia (Division 2 puis division 1) et l'ASOA Valence (Division 2).
Il est en particulier le directeur du centre du CS Sedan Ardennes en L1 de 1999 à 2003, l'entraîneur et manager du club camerounais de Cotonsport Garoua durant quatre saisons à partir de décembre 2006 où il remplace Lamine N'Diaye, Lavagne remporte quatre championnats et trois coupes du Cameroun tout en atteignant la finale de la Ligue des champions africaine en 2008.
Enfin, il travaille également à l'étranger au Qatar en 2004 et en Chine en 2005 et 2006.
Le 26 octobre 2011, il est nommé sélectionneur du Cameroun, en remplacement de Javier Clemente, remercié la veille. Il est limogé le 13 septembre 2012 après l’élimination des Lions indomptables par le Cap-Vert au deuxième tour à la Coupe d'Afrique des nations, il a néanmoins remporté un tournoi amical, la LG Cup en 2011, en battant le Soudan et le Maroc.
Libre de tout contrat, il rebondit au club tunisien de l'Étoile sportive du Sahel en février 2013 à la suite du renvoi de Mondher Kebaier, il conclut la saison en terminant troisième dans la poule pour le titre derrière le Club sportif sfaxien et l'Espérance sportive de Tunis, le club remporte également la Coupe de Tunisie aux dépens du Club sportif sfaxien (1-0). Sa seconde saison à la tête de l'équipe tunisienne est plus difficile avec 13 points lors de la 8e journée et après un match nul contre l'Étoile sportive de Métlaoui (1-1), il est remercié et remplacé par un autre français Roger Lemerre.
En janvier 2014, il s'engage avec le club d'Ittihad Alexandrie pour 6 mois où il obtient une bonne 3e place avec 9 victoires, 10 nuls et 3 défaites avant de s'engager en juillet 2014 pour le club Saoudien de Najran SC qu'il quitte le 24 août 2014 après 2 matchs. Le 1er septembre 2014, il signe en faveur du club Égyptien du Smouha SC, mais après 6 mois et des résultats en demi teinte il est démis de ses fonctions, le 11 janvier 2015.
En novembre 2015, il est nommé entraîneur du Maghreb de Fès.
En 2018 ici en faveur du CS Constantine d'où il fait un parcours honorable.
Il signe en faveur de la JS Kabylie en janvier 2021 pour une durée d'une saison auquel il fait un parcours positif d'où il qualifie le club pour la finale de la Coupe de la confédération et gagne la Coupe de la Ligue en août. Quelques jours après cette victoire, il quitte le club dans un climat de tensions internes.
Il s'engage à l'USM Alger quelques jours après son départ de la JS Kabylie ; il est démis de ses fonctions en décembre 2021.

## Palmarès

### Titres remportés en club
| Cotonsport Garoua - MTN Elite One : - Champion (4) : 2007, 2008, 2010, 2011. - Coupe du Cameroun : - Vainqueur (3) : 2007, 2008, 2011. - Ligue des champions de la CAF : - Finaliste : 2008. | Al Hilal Omdurman - Ligue Soudanaise : - Champion (1) : 2017. | JS Kabylie - Coupe de la Ligue : - Vainqueur (1) : 2021. - Coupe de la confédération : - Finaliste : 2021. |